# Čigre
Čigre (lat. Sterninae), su potporodica ptica u redu močvarica. Čigre su u bliskom srodstvu sa galebovima.

## Izgled
Vrste roda Sterna imaju vitko telo, duga krila i račvast rep, pa su zato ponekada zvane „morske lastate”. Perje im je najčešće belo, sivo ili crno, ali neke vrste imaju blagi ružičasti sjaj na grudima početkom sezone parenja. Ova boja brzo izbledi nakon što ove ptice dođu do teritorija za gnežđenje. Mladunci su najčešće smeđe boje. Kod vrsta roda Chlidonias i Anous perje je tamnije ili crno. Larosterna inca je upadljivo drugačija od ostalih čigri po resi kod usta i belim „brkovima”. Veće čigre su manje okretne i graciozne od drugih. Kljunovi čigri mogu biti različiti, od oblika pincete do bodeža, što jednim delom zavisi i od veličine njihovog plena. Često su svetložuti, crveni ili crni. Iako imaju plivaću kožicu između prstiju, retko provode mnogo vremena u vodi.

## Rasprostranjenost
Čigre nastanjuju celi svet, osim staništa koja su pod večnim ledom. Gnezde se na svim kontinentima, uključujući i Antarktik. Staništa su im priobalne i otvorene vode, ali i reke, bare i močvare. Uprkos rasprostranjenosti, neke vrste imaju ograničen prostor prebivanja (stanište). Čigre se dele na morske i barske čigre. Morske čigre se gnezde na plažama ili ostrvima i grade jednostavna gnezda, koja su samo udubljenja u pesku. Neke se gnezde i u slanim močvarama. Barske čigre uglavnom nastanjuju unutrašnjost kontinenata, oko slatkovodnih bara, reka i jezera. Grade plutajuće gnezdo, koje učvrste travama da ih ne bi odela voda za vreme poplava. Mnoge čigre se daleko sele, a najduže se seli arktička čigra (45.000 km).

## Razmnožavanje
Kao i mnoge druge morske ptice, čigre su dugovečne. Nije neoubičajen vek od 33 godine. Počinju se gnezditi sa dve godine života. Kod tropskih vrsta se to dešava kasnije, u šestoj godini. Obično ostaju doživotni partneri. Van sezone gnežđenja, ta veza se prekida, ali se partneri sastaju na početku svake sezone gneždenja. Gnezde se u kolonijama koje se ponekad sastoje od miliona ptica. Udvaranje je vrlo složeno. Leglo varira od jednog jajeta kod tropskih vrsta do 2-3 jaja kod drugih. Oba pola inkubiraju jaja 3-4 nedelje.

## Vrste
Kladogram prikazuje odnose između rodova čigri, i trenutno priznate vrste na bazi izučavanja mitohondrijske DNK:
- Rod :
- Rod :
- Rod :
- Rod :
- Rod :
  -  (pre je smatrana podvrstom )
  -  (pre je smatrana podvrstom )
- Rod :
- Rod :
- Rod :
- Rod :
- Rod :
- Rod :
  -  odvojen od T. sandvicensis[10]
- Rod :
  -  (moguće da spada u rod )
  -  (moguće da spada u rod )

-Gygis alba sa ribom u kljunu.
- Sterna aurantia, odrasli i mladunac.

## Literatura
- Barlow, Clive; Wacher, Tim; Disley, Tony (1997). A Field Guide to Birds of The Gambia and Senegal. Robertsbridge: Pica Press. ISBN 978-1-873403-32-7.
- Brookes, Ian (editor-in-chief) (2006). The Chambers Dictionary, ninth edition. Edinburgh: Chambers. ISBN 978-0-550-10105-1.
- Burton, Robert (1985). Bird Behaviour. London: Granada Publishing. ISBN 978-0-246-12440-1.
- Constantine, Mark (2006). The Sound Approach to birding: a guide to understanding bird sound. The Sound Approach. Poole: The Sound Approach. ISBN 978-90-810933-1-6.
- Coles, Brian (2007). Essentials of Avian Medicine and Surgery. Oxford: Wiley. ISBN 978-1-4051-5755-1.
- Gochfeld, M; Burger, J. "Family Sternidae (Terns)" pp. 624–667 in del Hoyo, Josep; Elliott, Andrew; Sargatal, Jordi, ур. (1996). Handbook of Birds of the World. 3: Hoatzin to Auks. Barcelona: Lynx Edicions. ISBN 978-84-87334-20-7.
- Harrison, Peter (1988). Seabirds: An Identification Guide. London: Christopher Helm. ISBN 978-0-7470-1410-2.
- Hume, Rob (1993). The Common Tern. London: Hamlyn. ISBN 978-0-540-01266-4.
- Hume, Rob; Pearson, Bruce (1993). Seabirds. London: Hamlyn. ISBN 978-0-600-57951-9.
- Hutton, Frederick Wollaston; Drummond, James (2011) [1904]. The animals of New Zealand: an account of the dominion's air-breathing vertebrates (reprint изд.). Cambridge: Cambridge University Press. ISBN 978-1-108-04002-0.
- Jobling, James A (2010). The Helm Dictionary of Scientific Bird Names (PDF). London: Christopher Helm. ISBN 978-1-4081-2501-4.
- Linnaeus, C (1758). Systema naturae per regna tria naturae, secundum classes, ordines, genera, species, cum characteribus, differentiis, synonymis, locis. Tomus I. Editio decima, reformata. (на језику: Latin). Holmiae [Stockholm]: Laurentii Salvii.
- Lockwood, W B (1984). Oxford Book of British Bird Names. Oxford: Oxford University Press. ISBN 978-0-19-214155-2.
- Lythgoe, J N (1979). The Ecology of Vision. Oxford: Clarendon Press. ISBN 978-0-19-854529-3.
- Maehr, David S; Kale, Herbert W (2005). Florida's Birds. Sarasota: Pineapple Press. ISBN 978-1-56164-335-6.
- Merriam-Webster (2014). „Tern - Definition and More from the Free Merriam-Webster Dictionary”. Encyclopædia Britannica. Приступљено 11. 01. 2014.
- Newton, Ian (2010). Bird Migration (Collins New Naturalist Library 113). London: Collins. ISBN 978-0-00-730732-6.
- Olsen, Klaus Malling; Larsson, Hans (1995). Terns of Europe and North America. London: Christopher Helm. ISBN 978-0-7136-4056-4.
- Perrins, Christopher M; Arlott, Norman (1987). New generation guide to the birds of Britain and Europe. Austin: University of Texas Press. ISBN 978-0-292-75532-1.
- Rothschild, Miriam; Clay, Theresa (1953). Fleas, Flukes and Cuckoos. A study of bird parasites. London: Collins.
- Sinclair, Sandra (1985). How Animals See: Other Visions of Our World. Beckenham, London: Croom Helm. ISBN 978-0-7099-3336-6.
- Steele, John H; A, Thorpe Steve; Turekian, Karl K, ур. (2001). Encyclopedia of Ocean Sciences. London: Academic Press. ISBN 978-0-12-227430-5.
- Svensson, Lars; Mullarney, Killian; Zetterstrom, Dan; Grant, Peter (1999). Collins Bird Guide. London: Collins. ISBN 978-0-00-219728-1.
- Takken, Willem; Knols, Bart G J, ур. (2007). Emerging pests and vector-borne diseases in Europe. Wageningen: Wageningen Academic Publishers. ISBN 978-90-8686-053-1.
- Turner, William.  Evans, A H, ур. Turner on Birds (Auium præcipuarum, quarum apud Plinium et Aristotelem mentio est, breuis et succincta historia) (1903 изд.). Cambridge: Cambridge University Press. Приступљено 11. 01. 2014. „'huius generis est & alia parua auis, nostrati lingua sterna apellata 'There is another small bird of this type, called Stern in local dialect”
- Watling, Dick (2003). A Guide to the Birds of Fiji and Western Polynesia. Suva, Fiji: Environmental Con-sultants. ISBN 978-982-9030-04-7.
- Ziegler, Harris Philip; Bischof, Hans-Joachim, ур. (1993). Vision, Brain, and Behavior in Birds: A comparative review. Cambridge: MIT Press. ISBN 978-0-262-24036-9.

## Spoljašnje veze
- Tern videos Архивирано на веб-сајту  (12. октобар 2009) on the Internet Bird Collection